# Chiesa dei Santi Apostoli (Venezia)

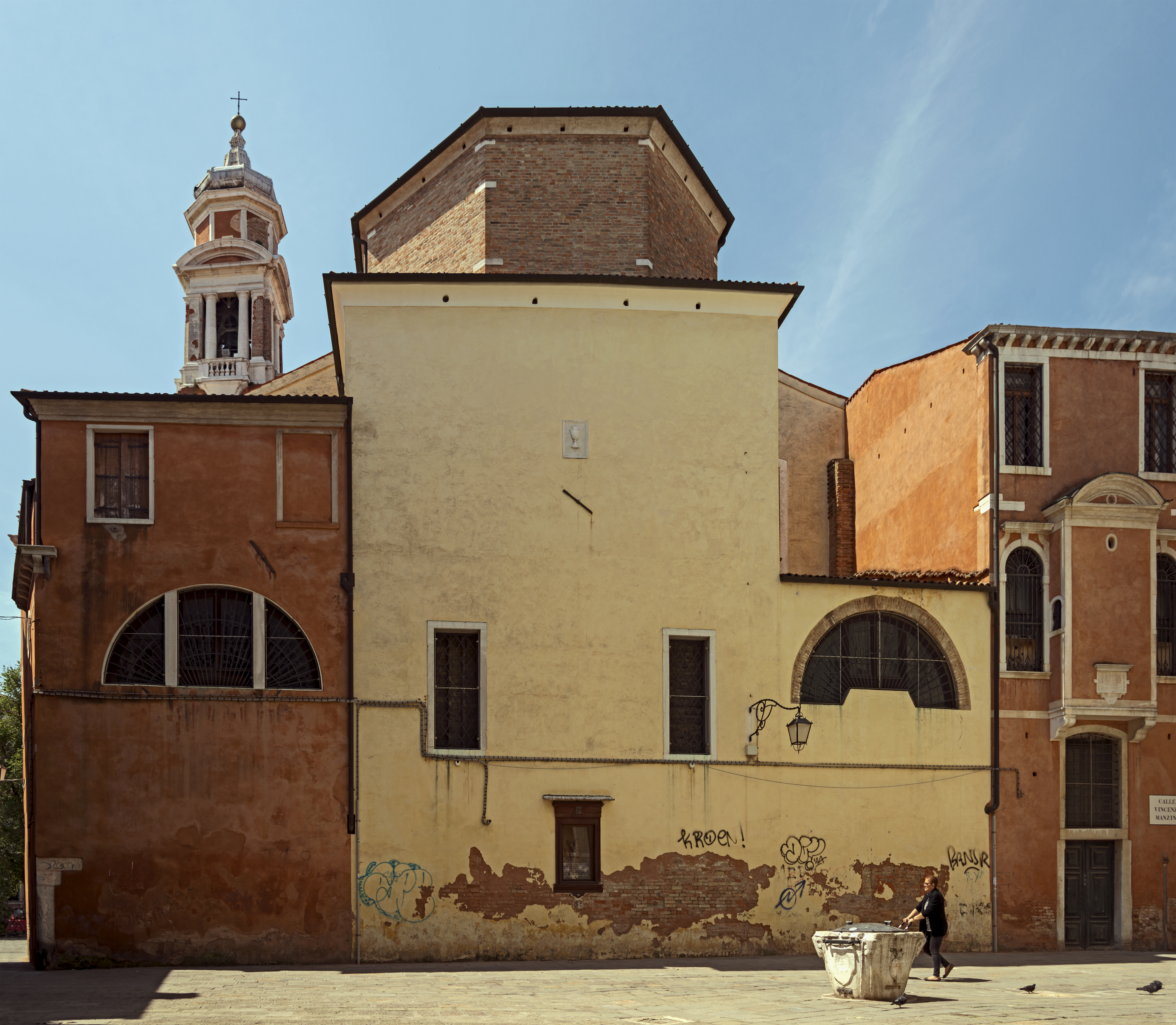
L'abside, vista da Campo drio la Chiesa

La chiesa dei Santi Apostoli di Cristo, comunemente chiamata "dei Santi Apostoli", è un edificio religioso della città di Venezia situato nel sestiere di Cannaregio. Sorge sul campo omonimo, all'inizio della Strada Nova.

## Storia
La leggenda, narrata dallo storico Flaminio Corner, racconta che venne eretta da san Magno, vescovo di Oderzo, che in estasi vide i dodici apostoli che gli ordinarono di costruire una chiesa a loro dedicata nel punto dove avesse trovato dodici gru.
Questa è stata una zona di Venezia tra le prime a essere colonizzate e si ritiene che una chiesa esistesse già nel IX secolo, ma l'unico dato certo è che nel 1021 la chiesa subì una totale ricostruzione.
Nel quattrocento l'architetto Mauro Codussi aggiunse alla struttura preesistente della chiesa un porticato sulla facciata laterale, la sacrestia, e la cappella della famiglia nobile Corner.
Nel 1575 la chiesa venne ricostruita quasi completamente: vennero riutilizzati i muri portanti e salvati parte degli affreschi trecenteschi e la cappella Corner. Incaricato dell'opera fu Alessandro Vittoria.
Quando nel 1489 Caterina Corner, regina di Cipro, donò i suoi possedimenti alla Repubblica di Venezia portò con sé la salma di sant'Ametisto, santo cipriota e la fece tumulare nella chiesa, tanto cara ai suoi antenati.
Lei stessa venne tumulata ai santi Apostoli, quando morì il 10 luglio 1510, per doja di stomaco. Nel 1575 però, quando la chiesa venne riedificata, anche il suo corpo venne spostato nella chiesa di San Salvador, dove tuttora si trova, malgrado la sua volontà fosse di riposare nella chiesa dei Santi Apostoli.

## Descrizione
L'interno è costituito da una navata a doppio ordine di pilastri.
Subito sulla destra l'altare con la pala Cristo fra gli Apostoli di Sebastiano Santi, 1828 circa, segue la quattrocentesca cappella Corner (Mauro Codussi), con marmi e decorazioni molto pregiati ospitano le salme e i monumenti funebri (Tullio Lombardo e posteriori lombardeschi), di Marco e Giorgio Corner, rispettivamente padre e fratello di Caterina Corner. Bellissimo l'altare con la Comunione di santa Lucia di Giambattista Tiepolo (1745-46).

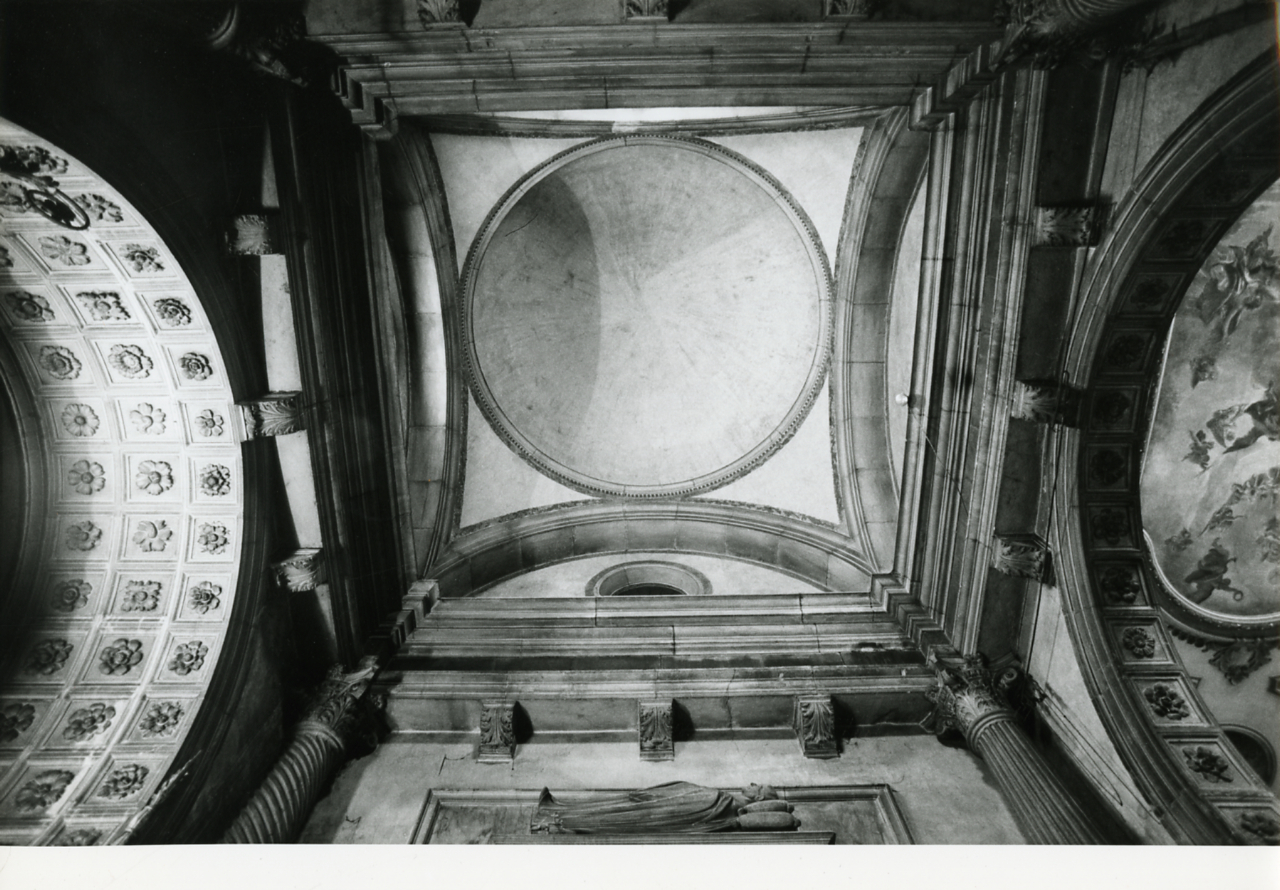
Cupola della Cappella Corner (foto di Paolo Monti)
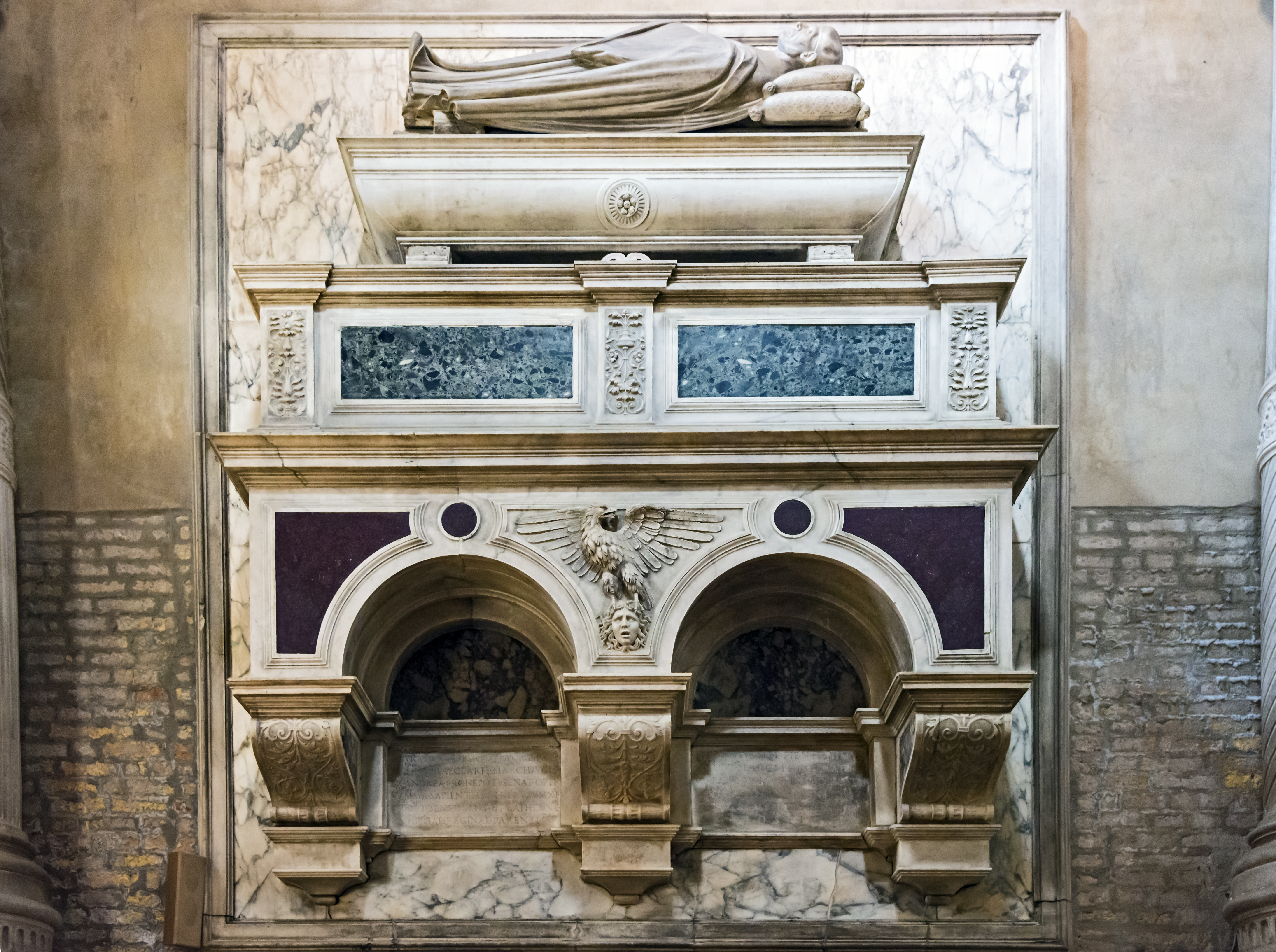
Monumento a Marco Corner
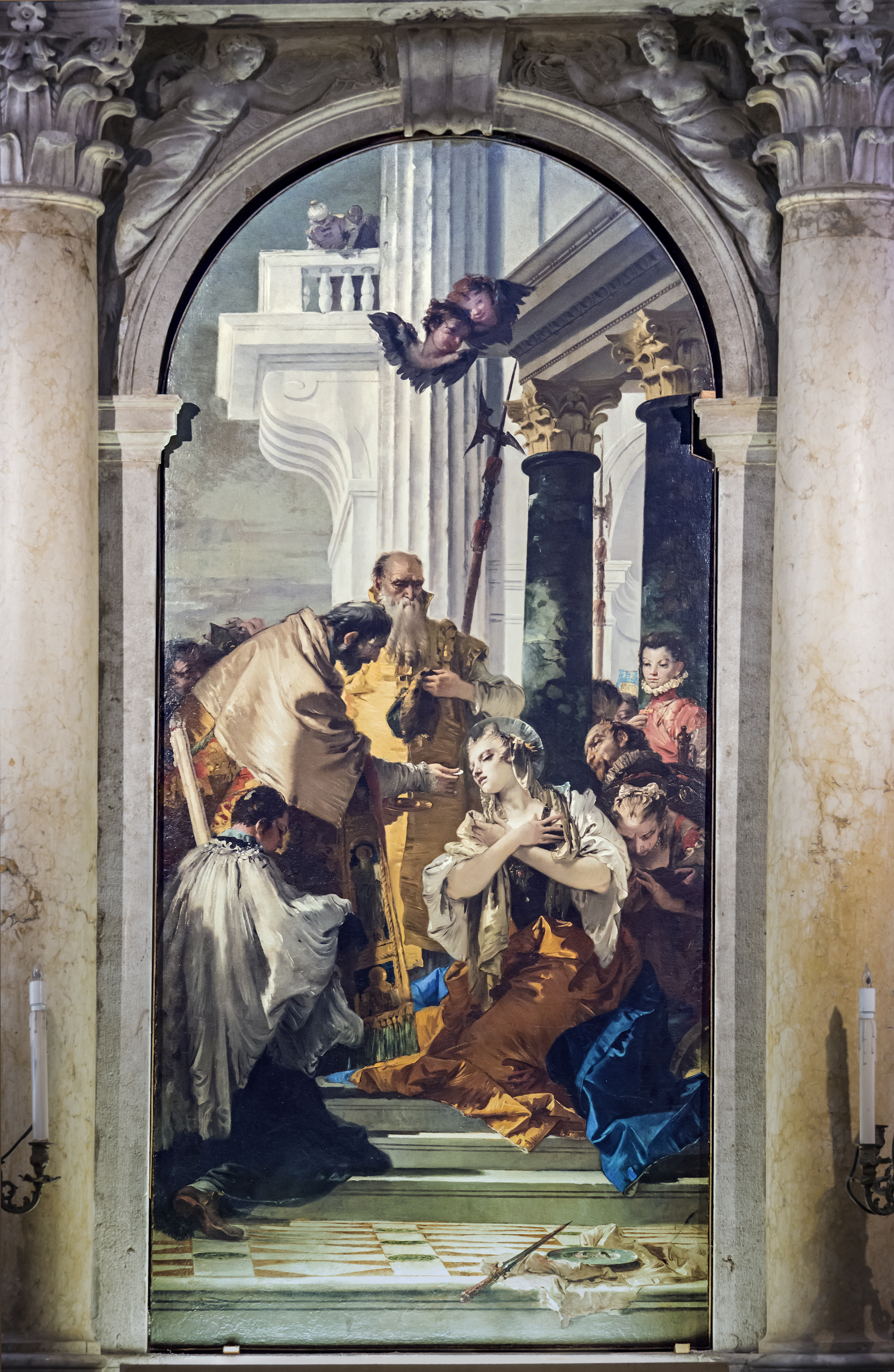
La comunione di santa Lucia, Giambattista Tiepolo
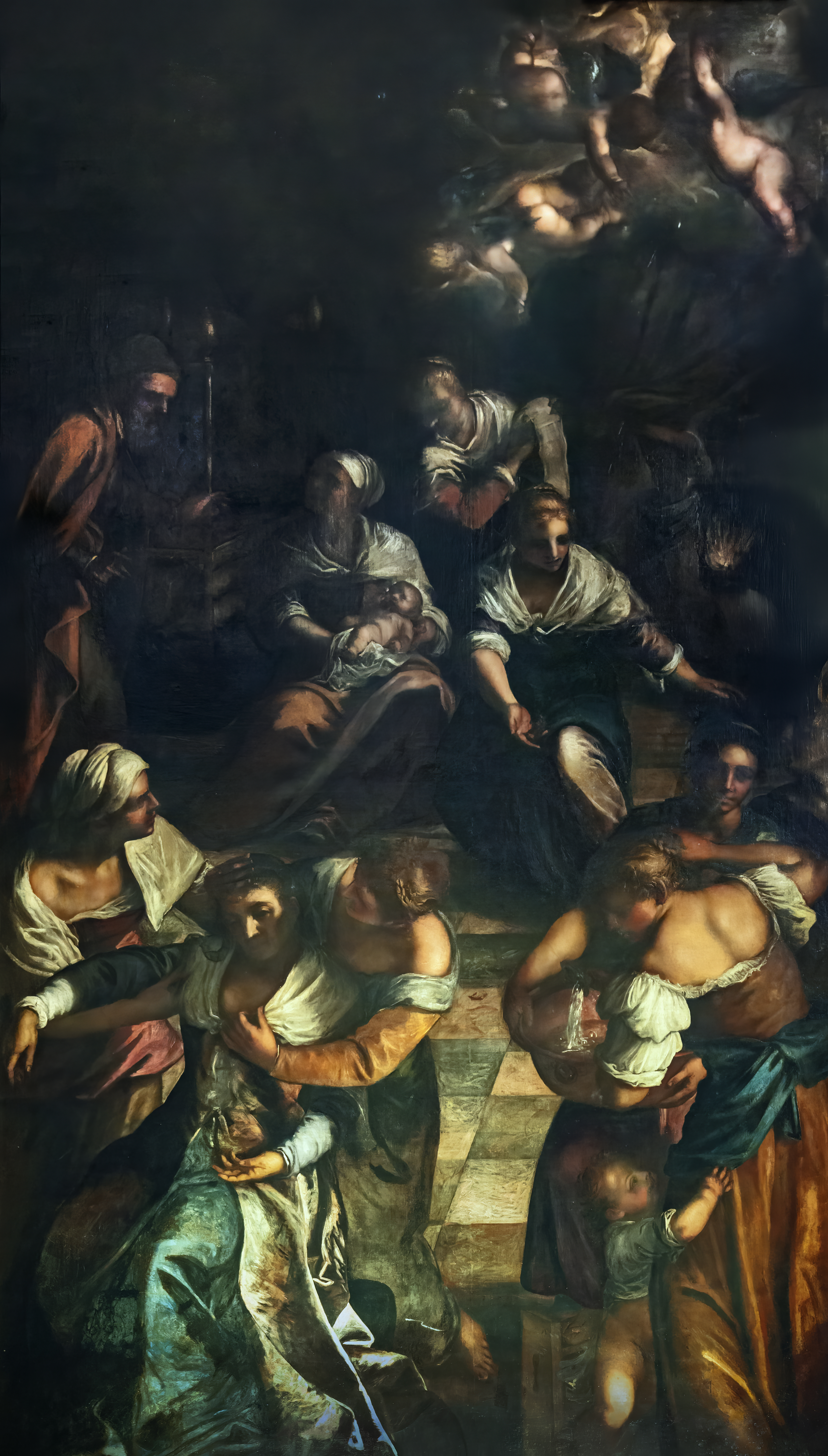
La nascita della Vergine di Giovanni Contarini

Il secondo altare del lato destro ospita la pala La nascita della Vergine, del 1599, di Giovanni Contarini.
L'altare maggiore con il tabernacolo a forma di tempietto circolare è stato progettato da Francesco Lazzari. Ai lati del presbiterio si ergono le statue di San Pietro e di San Paolo, realizzate da un ignoto secondo la maniera di Alessandro Vittoria. Sulle due pareti laterali l'Ultima cena di Cesare da Conegliano (1583) e la Caduta della manna, attribuita a Paolo Veronese e terminata dopo la morte dai suoi eredi.
Nella cappella a destra sono presenti, anche se in condizioni non ottimali, affreschi trecenteschi e bassorilievo marmoreo, testa di San Sebastiano, di Tullio Lombardo.
Nella cappella a sinistra notevole la pala dell'Angelo Custode, di Francesco Maffei, sotto la quale è collocato piccolo gruppo in marmo della Vergine con bambino e alberetti, di stile goticizzante, fine XV secolo.
Sul lato sinistro della navata pale di Gaspare Diziani (1755) e di Domenico Maggiotto (1765). Tra di esse il pulpito e il fonte battesimale.
Sul comparto centrale del soffitto le opere di Fabio Canal, Comunione degli Apostoli ed Esaltazione dell'eucaristia, XVIII secolo.
Il campanile è del 1672 ma venne finito da Andrea Tirali nel XVIII secolo, che progettò la cella campanaria e la cuspide. È alto 47 metri.

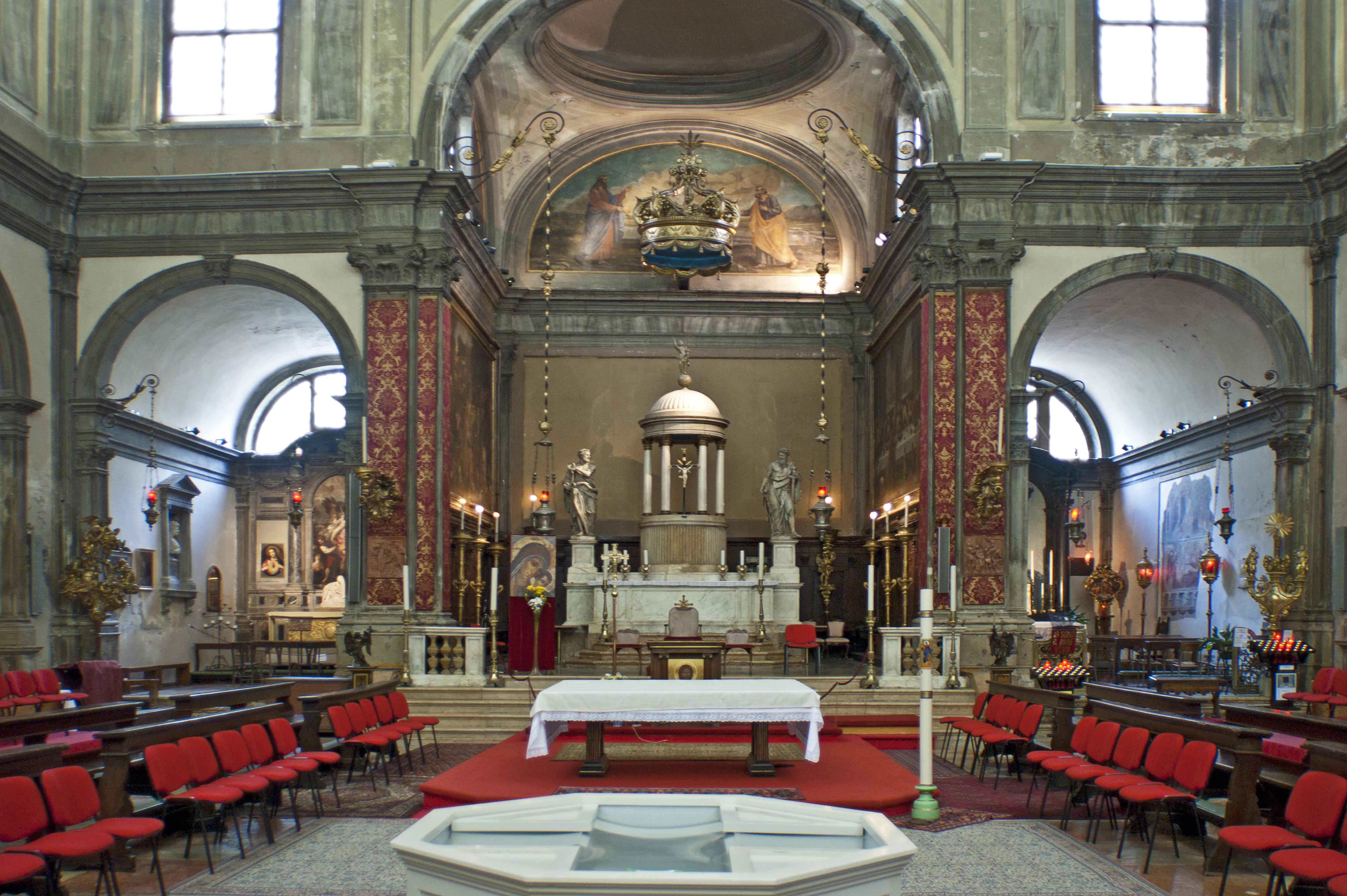
Interno
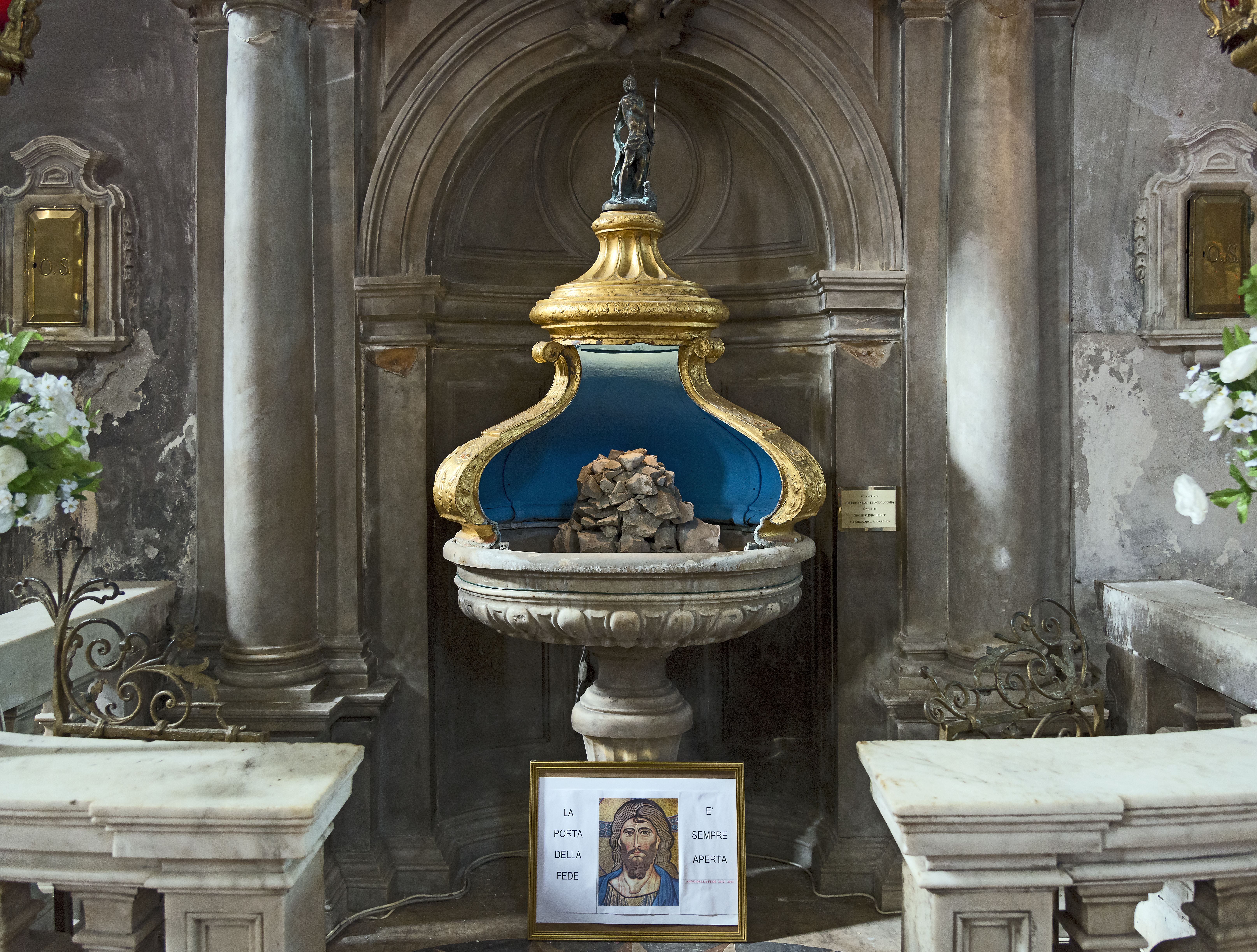
Fonte battesimale
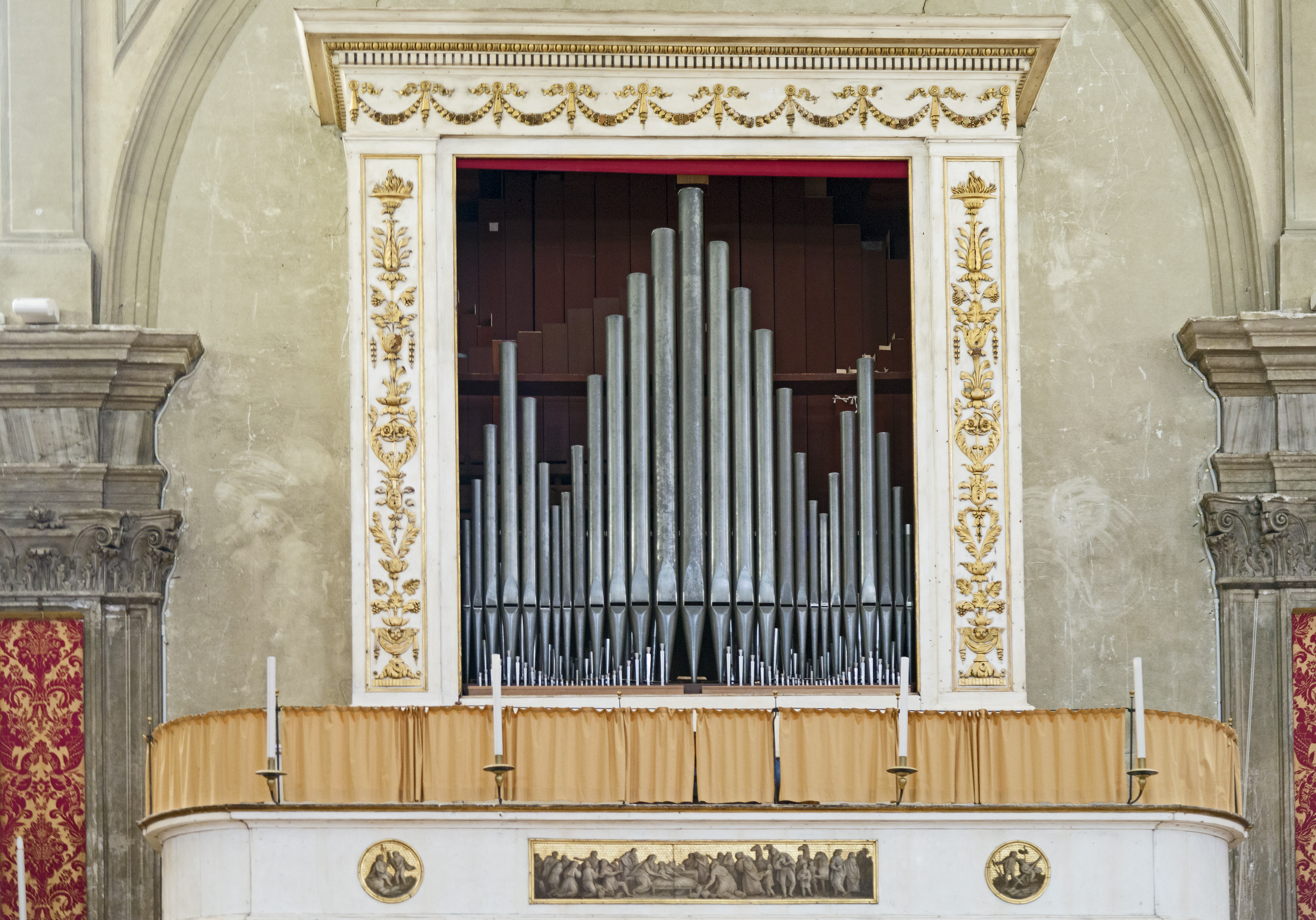
Organo
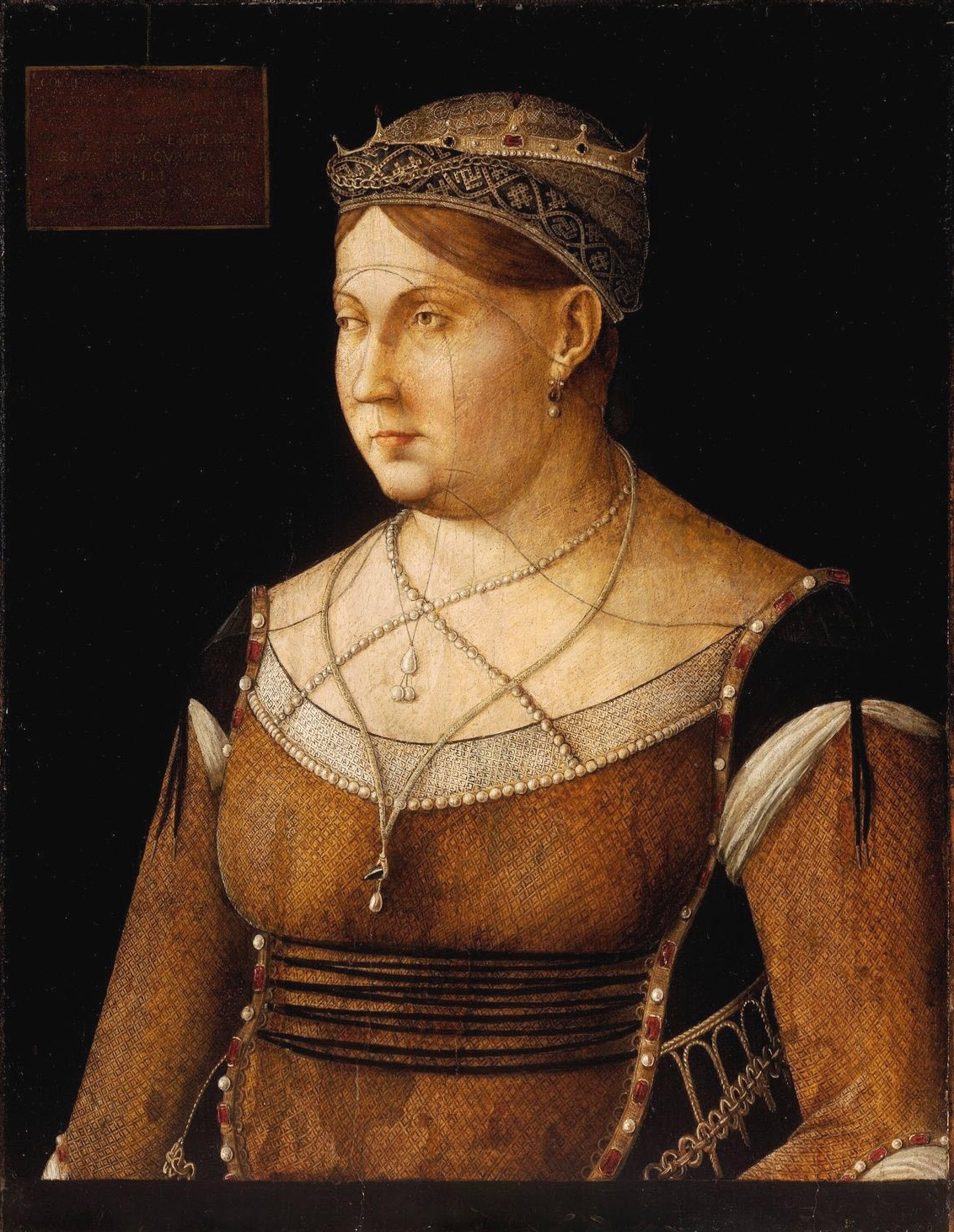
Caterina Corner, la cui salma fu qui inizialmente tumulata.

Il soffitto

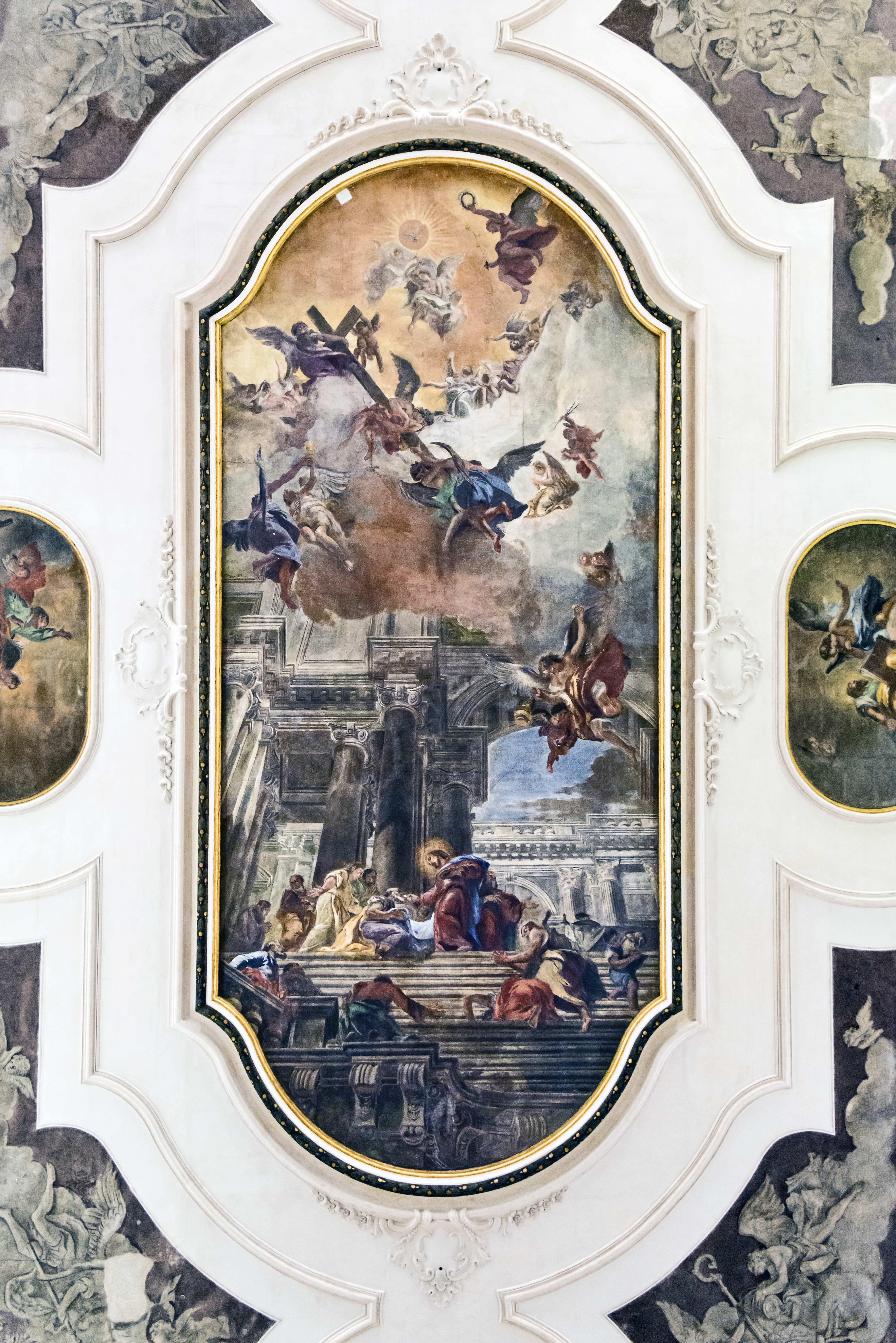
Fabio Canal, Comunione degli Apostoli ed esaltazione dell'Eucaristia
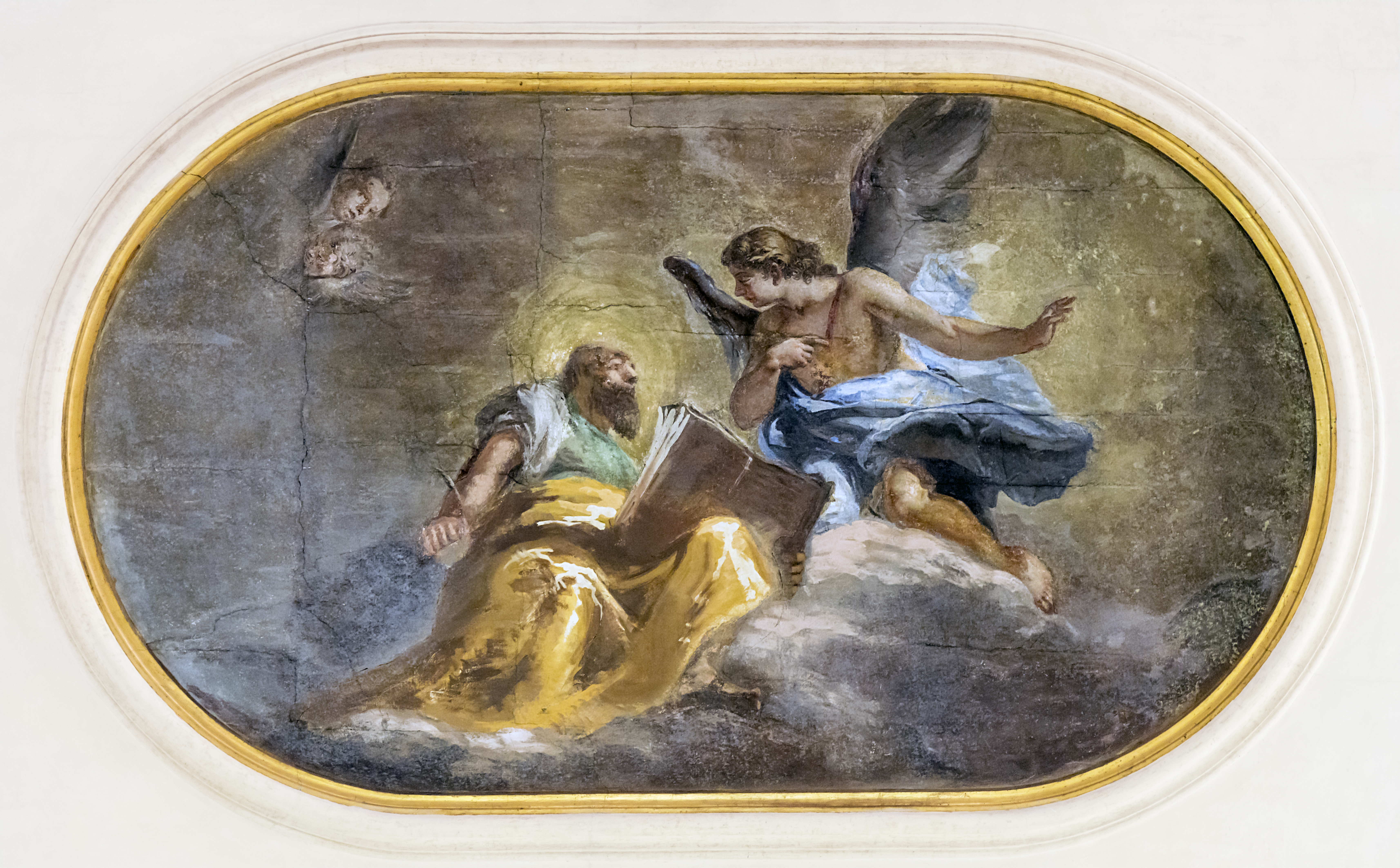
Fabio Canal, San Matteo
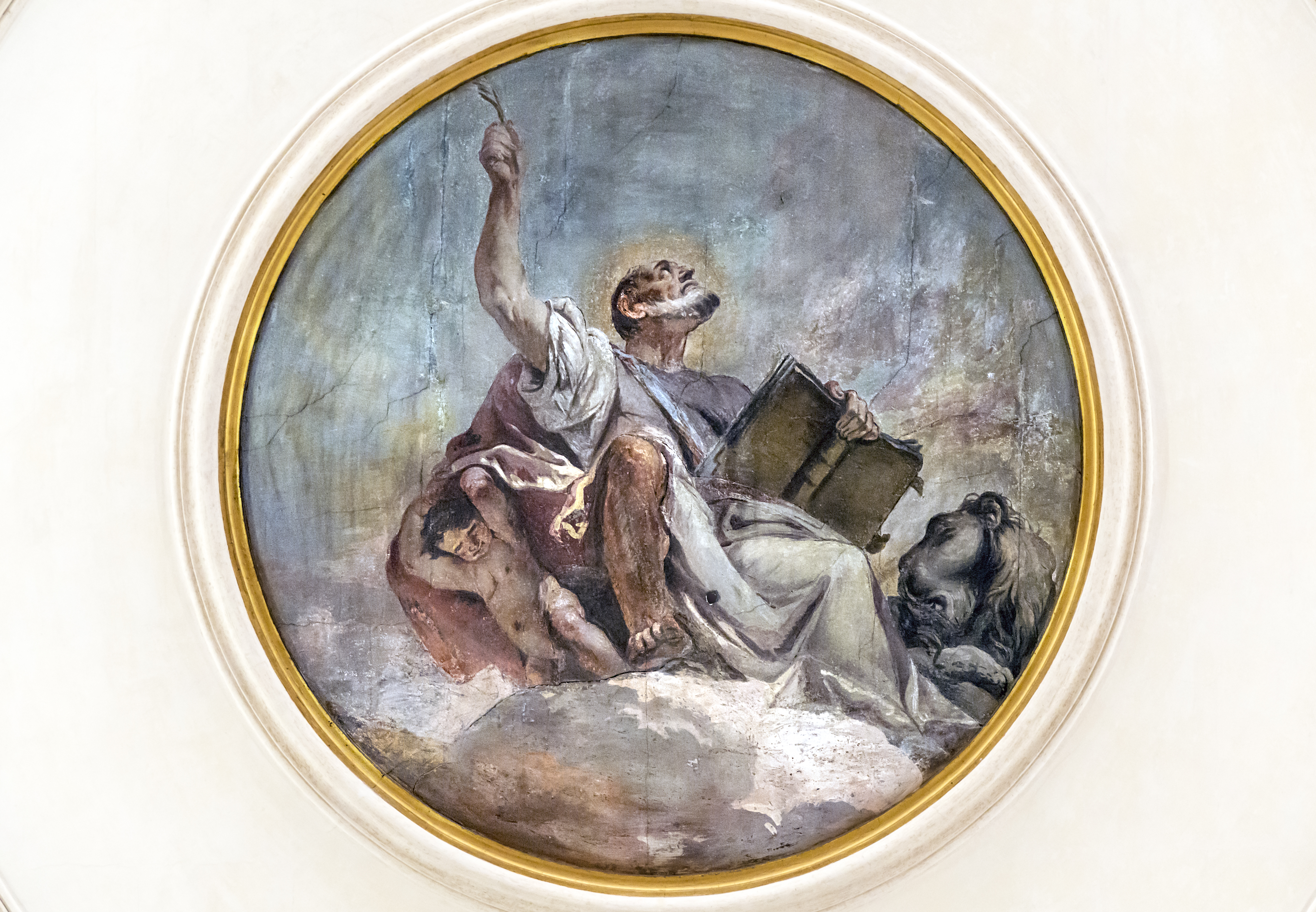
Fabio Canal, San Marco
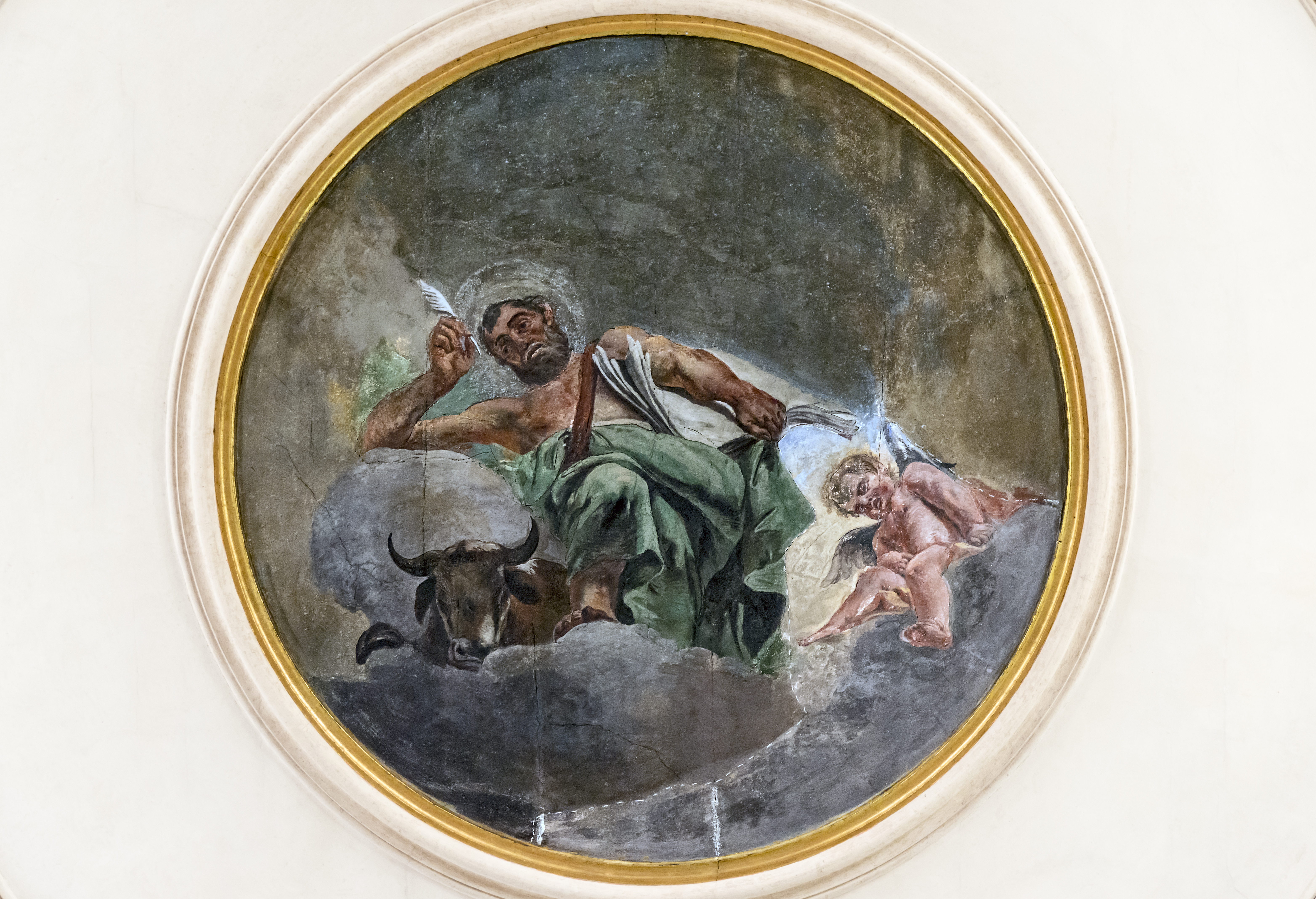
Fabio Canal, San Luca
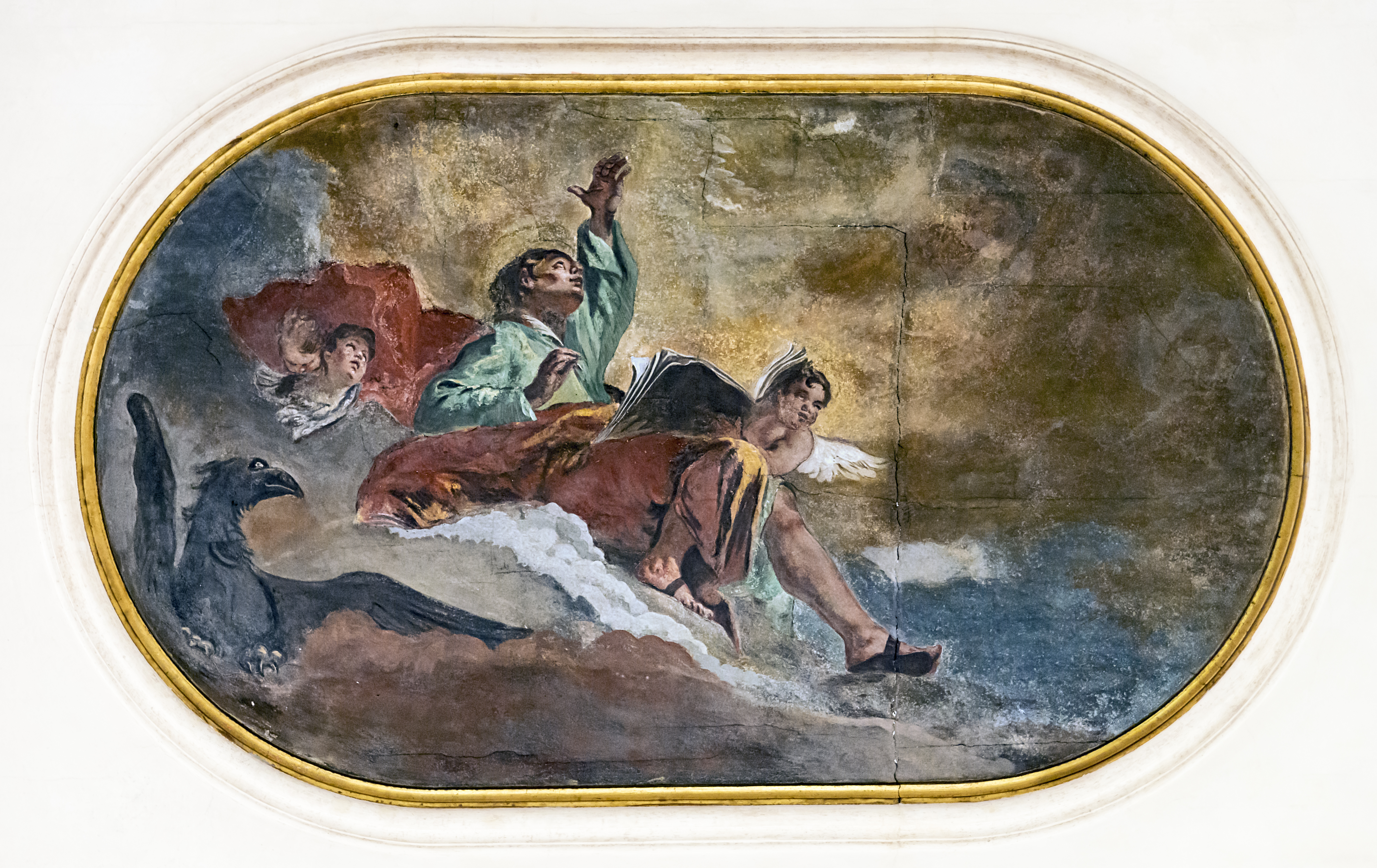
Fabio Canal, San Giovanni